# Palaos aux Jeux olympiques d'été de 2016
Les Palaos participent aux Jeux olympiques d'été de 2016 à Rio de Janeiro au Brésil du 5 août au 21 août. Il s'agit de sa 5e participation à des Jeux d'été.

## Athlétisme
| Athlète        | Épreuve           | Séries   | Séries | Quarts de finale | Quarts de finale | Demi-finales | Demi-finales | Finale       | Finale       |
| Athlète        | Épreuve           | Résultat | Rang   | Résultat         | Rang             | Résultat     | Rang         | Résultat     | Rang         |
| -------------- | ----------------- | -------- | ------ | ---------------- | ---------------- | ------------ | ------------ | ------------ | ------------ |
| Rodman Teltull | 100 mètres hommes | 10 s 53  | 1er    | 10 s 64          | 8e               | Non qualifié | Non qualifié | Non qualifié | Non qualifié |

## Canoë-kayak

### Course en ligne
| Athlète          | Compétition | Éliminatoires  | Éliminatoires | Demi-finales  | Demi-finales  | Finale A      | Finale A      | Finale B      | Finale B      |
| Athlète          | Compétition | Temps          | Rang          | Temps         | Rang          | Temps         | Rang          | Temps         | Rang          |
| ---------------- | ----------- | -------------- | ------------- | ------------- | ------------- | ------------- | ------------- | ------------- | ------------- |
| Marina Toribiong | K1 – 200 m  | 48 s 913       | 6e            | 48 s 306      | 8e            | Non qualifiée | Non qualifiée | Non qualifiée | Non qualifiée |
| Marina Toribiong | K1 – 500 m  | 2 min 14 s 807 | 7e            | Non qualifiée | Non qualifiée | Non qualifiée | Non qualifiée | Non qualifiée | Non qualifiée |

## Lutte
Florian Skilang Temengil a bénéficié d'une invitation de la part de la fédération internationale. Il avait déjà concouru en 2008 lors des Jeux olympiques de Pékin
| Athlète                  | Compétition     | Qualification       | Huitièmes de finale  | Quarts de finale    | Demi-finales        | Repêchage 1         | Repêchage 2         | Finale              | Finale |
| Athlète                  | Compétition     | Adversaire Résultat | Adversaire Résultat  | Adversaire Résultat | Adversaire Résultat | Adversaire Résultat | Adversaire Résultat | Adversaire Résultat | Rang   |
| ------------------------ | --------------- | ------------------- | -------------------- | ------------------- | ------------------- | ------------------- | ------------------- | ------------------- | ------ |
| Florian Skilang Temengil | - 125 kg hommes | Exempt              | battu par Ligeti 0-4 | Non qualifié        | Non qualifié        | Non qualifié        | Non qualifié        | Non qualifié        | 19e    |

## Natation
| Athlète                 | Compétition            | Séries  | Séries | Demi-finales  | Demi-finales  | Finale        | Finale        |
| Athlète                 | Compétition            | Temps   | Rang   | Temps         | Rang          | Temps         | Rang          |
| ----------------------- | ---------------------- | ------- | ------ | ------------- | ------------- | ------------- | ------------- |
| Shawn Dingilius Wallace | 50 m nage libre hommes | 26 s 78 | 72e    | Non qualifié  | Non qualifié  | Non qualifié  | Non qualifié  |
| Dirngulbai Misech       | 50 m nage libre femmes | 29 s 19 | 65e    | Non qualifiée | Non qualifiée | Non qualifiée | Non qualifiée |